# Canaceoides balboai
Canaceoides balboai är en tvåvingeart som beskrevs av Wirth 1969. Canaceoides balboai ingår i släktet Canaceoides och familjen Canacidae.
Artens utbredningsområde är Panama. Inga underarter finns listade i Catalogue of Life.